# YOKO (AV女優)
YOKO（よーこ、1985年2月25日 - ）は、日本の元AV女優。

## 略歴
レゲエダンサー；Yokoの名義で出演するようになった。2006年にはディープスの看板女優となった。
特に、AVにも活動範囲を広げていたレゲエダンサーAYAとの共演が多かった。ただし、Yokoがレゲエダンサーとして実際に活動していたのかは不明。本人も「レゲエダンスが好き」と言っているだけであった。2010年に引退。

## 作品

### アダルトビデオ
2005年
- あの!MM号に乗った本物レゲエダンサー衝撃の完全顔出しAVデビュー!!で潮吹きまくり （11月4日、ディープス）

2006年
- あの!MM号に乗った本物レゲエダンサー第2弾 デビューで魅せた衝撃の腰使いで中出しまくり!!（2月16日、ディープス）
- 匂いフェチの女 完全版 （2月24日、シネマジック）…共演:RIONA
- 史上最強のダンスバトルトーナメント!! 負けたら潮吹き+AV的罰ゲーム!（3月4日、ディープス）
- あの!MM号に乗った本物レゲエダンサー第3弾!! 衝撃の腰づかいでチ○ポヌキまくり!!（4月6日、ディープス）
- あの!MM号に乗った本物レゲエダンサー第4弾!! 衝撃の腰づかいで黒人FUCK!!（6月8日、ディープス）
- あの!MM号に乗った本物レゲエダンサー第5弾!! 衝撃の腰づかいでSEX on the beach!! （7月6日、ディープス）
- 本物レゲエダンサーAYA 驚愕の腰づかいで潮吹きまくり!! （7月20日、ディープス）
- あの!MM号に乗った本物レゲエダンサー第6弾!! THE痴女 超ギリ激ヤバモザイク×中出し騎乗位 （8月17日、ディープス）
- 痴女アクメ地獄 これがウワサの女体改造新薬実験 （8月17日、SODクリエイト）
- あの!MM号に乗った本物レゲエダンサー第7弾!! 衝撃の腰づかいでSEX PROMOTION （9月21日、ディープス）
- あの!MM号に乗った本物レゲエダンサー第8弾!! 衝撃の腰づかいでチ○ポヌキまくり2 （10月5日、ディープス）
- 360度スケスケ新型マジックミラー号 真夏の湘南・逆ナンパ編（10月19日、ディープス）
- キャバ嬢乱痴気ダンスストリップ stage 02（10月25日、ジャネス）
- あの!MM号に乗った本物レゲエダンサー第9弾!! 衝撃の腰づかいでイカセまくりイキまくりSEX （11月4日、ディープス）
- GAL DANCER 中出し20連発 YOKO （11月16日、アイエナジー）
- GAL DANCER 中出し20連発 YOKO&瞳れん （12月7日、アイエナジー）
- あの!本物レゲエダンサーYOKOvsAYA 衝撃×驚愕の腰づかいでザーメン搾りヌキバトル!（12月21日、ディープス）

2007年
- あの!MM号に乗った本物レゲエダンサー第10弾!! 接吻MAX腰振りSEX （1月5日、ディープス）
- 黒人中出しハードファック 中出し20連発 YOKO （1月18日、アイエナジー）
- 潮吹き!中出し!乱交!MIMI （1月18日、V&Rプロダクツ）
- あの!MM号に乗った本物レゲエダンサー第11弾!! 衝撃の腰づかいでペニバンレズFUCK! （2月8日、ディープス）
- レゲエダンサー乱交痴女アクメ （2月8日、SODクリエイト）
- あの!本物レゲエダンサーYOKO&AYA第2弾!衝撃×驚愕の腰づかいでW痴女エンドレス （3月22日、ディープス）
- ギャルダンサー 中出し20連発 スペシャル （3月22日、アイエナジー）
- 業界NO.1腰フリダンサー YOKO&AYA （4月5日、アイエナジー）
- 女優魂 （4月19日、SODクリエイト）
- 夏だ!レゲエだ!ダンサー100人!!地響きが起こる腰づかいでフリまくり痴女りまくりチ○ポヌキ祭り!! （7月5日 ディープス）
- 2穴同時（生）挿入 連続絶頂イキまくりSEX （8月7日、桃太郎映像出版）
- 腰フリ素人ギャル・ダンサーをレッスンと称してハメる!! （10月4日、ヒビノ）
- AV女優グランプリ （12月25日、トップワン）

2008年
- おげれつレゲエダンス 1（1月18日、ケンシロウPROJECT）
- アナル全開マン毛丸出し大開脚ハレンチおげれつな尻ダンス（1月19日、スタイルアート）
- ヌギヌギダンス 5 （1月25日 ジャネス）
- MICRO BIKINI OILY DANCE 3 （2月1日、映天）
- トランス女子校生のダンスパフォーマンス 3 （2月5日 未来・フューチャー）
- 本当に見たかった HOW TOダンス （2月21日 Hunter）
- 美尻でダンスする極上女 1 レゲエダンサー （2月25日 ジャネス）
- 六本木AV女優キャバ （3月15日、ミュージアム・ネクスト）
- 「尻」 DANCE HIP Explosion 1 （3月25日 ジャネス）
- ついに実現!レゲエダンス界の頂上決戦!KYOKO vs YOKO ダンス×腰フリ×騎乗位×チ〇ポ抜きまくりバトル （5月8日、ディープス）
- 暮らしに役立つHな実演販売 （5月8日、V&Rプロダクツ）
- 美少女の足裏 7 (7月5日 ジャパン)
- Body Conscious vol.03 (11月21日、映天)
- ニ○ニコ動画で話題沸騰中!!スーハー顔 （12月18日、アキノリ）

2009年
- 美脚太腿絞め 美女達のBeautiful leg 圧迫  (1月15日、フリーダム)
- 美人OLの誘惑から逃げ出せない僕の日常 ～地獄?の果てまで逃がさないわよ～  (1月15日、フリーダム)
- 拘束M男責め  (1月15日、フリーダム)
- 電気按摩地獄 (2月5日、フリーダム)

## 出演

### テレビ番組
- インリンのM時ですョ!（サンテレビ）
- エロ生☆パラダイス （GyaOジョッキー2008年10月14日放送分）